# SummerSlam 2022
SummerSlam (2022) was de 35ste professioneel worstel-pay-per-view (PPV) en WWE Network evenement van SummerSlam dat georganiseerd werd door WWE voor haar Raw en SmackDown brands. Het evenement vond plaats op 30 juli 2022 in het Nissan Stadium in Nashville, Tennessee.
Het evenement zag een verrassende terugkeer van Bayley, die inactief was wegens een blessure, Dakota Kai (werd eerder vrij gegeven van haar contract afgelopen april 2022) en Iyo Sky (voorheen bekend als Io Shirai) en Edge.
Dit was het eerste evenement na de pensionering van Vince McMahon. Hij fungeerde sinds 1982 tot aan 2022 als Chief Executive Officer (CEO) voor het bedrijf. Op 22 juli 2022 kondigde hij zijn pensionering aan. Zijn dochter, Stephanie McMahon, fungeert als co-CEO met Nick Khan.

## Productie

### Achtergrond
Het evenement werd aangekondigd in oktober 2021. Dit maal werd het evenement niet gehouden in augustus. In de plaats daar van werd het op een zaterdag gehouden. Tickets gingen op sale afgelopen april 2022 met premiumpaketten. Tevens had het evenement een nieuw logo, waarbij het oude logo wer vervangen die gebruikt werd voor de laatste 12 jaar.

### Verhaallijnen
Bij het evenement WrestleMania 38 afgelopen april, won Universal Champion Roman Reigns van WWE Champion Brock Lesnar en bekwam Undisputed WWE Universal Champion. Op 17 juni 2022, verlengde hij zijn regeerperiode en zei vervolgens dat er niemand meer over was die hem aankon. Lesnar maakte verrassend een terugkeer en bood hem om elkaar de hand te schudden. Op het moment toen Reigns zijn hand wilde schudden, viel Lesnar Reigns en The Usos (Jimmy & Jey Uso) aan, die Reigns te hulp schoten. Er werd toen onthuld dat Reigns het Undisptued WWE Universal Championship zou verdedigen tegen Lesnar in een Last Man Standing match bij het evenement SummerSlam, die WWE aankondigde als hun laatste wedstrijd tegen elkaar.
Op 17 juni 2022, aflevering van SmackDown, verloor Happy Corbin van Madcap Moss, en confronteerde daarna commentator Pat McAfee. De week er na daagde McAfee Corbin uit voor een wedstrijd op SummerSlam. Bij het evenement Money in the Bank afgelopen juli 2022, viel Corbin McAfee aan, en accepteerde zijn uitdaging.
Bobby Lashley won van Theory om het WWE United States Championship bij het evenement Money in the Bank. In de volgende aflevering van Raw, op 4 juli 2022, kondigde Theory aan dat hij een herkansingswedstrijd had gekregen voor de titel op SummerSlam.
Bij het evenement Money in the Bank, behielden The Usos (Jimmy & Jey Uso) hun Undisputed WWE Tag Team Championship door een overwinning op The Street Profits (Angelo Dawkins & Montez Ford). Een herkansingswedstrijd werd vervolgens gepland voor SummerSlam. In de aflevering van SmackDown op 15 juli 2022, kondigde Adam Pearce aan dat WWE Hall of Famer Jeff Jarrett, geboren in de regio Nashville, de gastscheidsrechter voor de wedstrijd zou zijn.
Bij het evenement Money in the Bank, won Liv Morgan de Money in the Bank-ladderwedstrijd om een kampioenschapswedstrijd te verdienen. Nadat Ronda Rousey later diezelfde avond het WWE SmackDown Women's Championship behield, verscheen Morgan op en verzilverde haar contract op Rousey om de titel te veroveren. Op de volgende aflevering van SmackDown, werd aangekondigd dat Morgan de titel zou verdedigen in een herkansingswedstrijd tegen Rousey op SummerSlam.

## Matches
| Nr. | Match | Winnaar(s)    | Opmerkingen                                                                                               | Bron   |
| --- | --- | ------------- | --- | ------ |
| 1   | Bianca Belair (c) vs. Becky Lynch                                                                          | Bianca Belair | Een-op-een match voor het WWE Raw Women's Championship.                                                   | [ 18 ] |
| 2   | Logan Paul vs. The Miz (met Maryse & Ciampa)                                                               | Logan Paul    | Een-op-een match.                                                                                         | [ 18 ] |
| 3   | Bobby Lashley (c) vs. Theory                                                                               | Bobby Lashley | Een-op-een match voor het WWE U.S. Championship.                                                          | [ 18 ] |
| 4   | The Mysterios (Rey & Dominik Mysterio) vs. The Judgment Day (Finn Bálor & Damian Priest) (met Rhea Ripley) | The Mysterios | No Disqualification tag team match.                                                                       | [ 18 ] |
| 5   | Pat McAfee vs. Happy Corbin                                                                                | Pat McAfee    | Een-op-een match.                                                                                         | [ 18 ] |
| 6   | The Usos (Jimmy & Jey Uso) (c) vs. The Street Profits (Angelo Dawkins & Montez Ford)                       | The Usos      | Tag team match voor het Undisputed WWE Tag Team Championship. Jeff Jarrett diende als gastscheidsrechter. | [ 18 ] |
| 7   | Liv Morgan (c) vs. Ronda Rousey                                                                            | Liv Morgan    | Een-op-een match voor het WWE SmackDown Women's Championship.                                             | [ 18 ] |
| 8   | Roman Reigns (c) (met Paul Heyman) vs. Brock Lesnar                                                        | Roman Reigns  | Last Man Standing match voor het Undisputed WWE Universal Championship.                                   | [ 18 ] |